# Жайнак батыра
Жайнак батыра (каз. Жайнақ батыр, до 1999 г. — Голубиновка) — село в Кербулакском районе Жетысуской области Казахстана. Административный центр Жайнак батырского сельского округа. Код КАТО — 194637100.

## Население
В 1999 году население села составляло 904 человека (440 мужчин и 464 женщины). По данным переписи 2009 года, в селе проживали 884 человека (446 мужчин и 438 женщин).